# Johannes Alberti

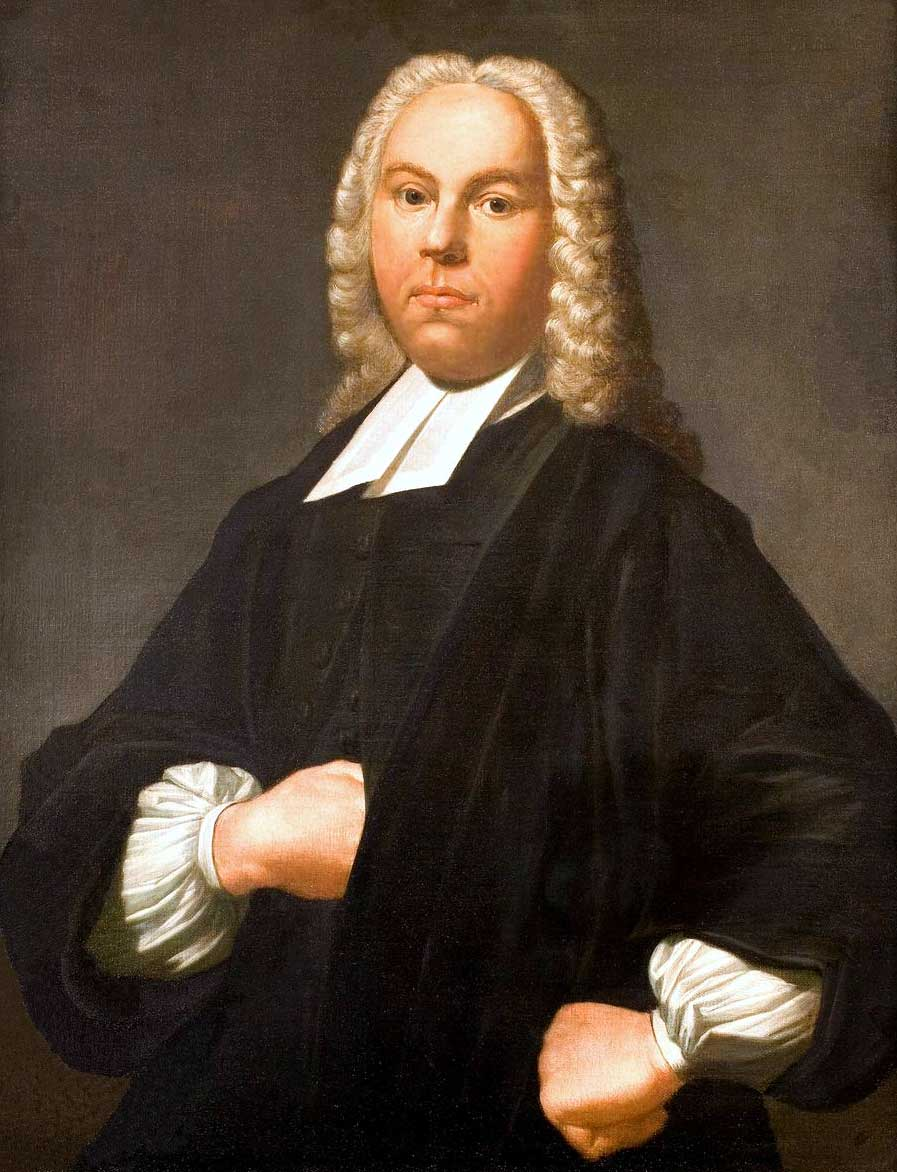
Johannes Alberti

Johannes Alberti (* 6. März 1698 in Assen; † 13. August 1762 in Leiden) war ein niederländischer reformierter Theologe und Philologe.

## Leben
Der Sohn des Müllers Albert Jan hatte die Lateinschule seines Geburtsorts besucht und ein großes Interesse für die Wissenschaften und Literatur entwickelt. Als 17-Jähriger immatrikulierte er sich 1713 an der Universität Franeker, wo er auf Kosten eines niederländischen Adligen studieren konnte. Vor allem hatten ihn die semitischen Sprachen und das Studium der griechischen Sprache begeistert. Während seines sechsjährigen Studiums hatte er dazu Vorlesungen in Griechisch bei Lambert Bos (1670–1717), die orientalischen Sprachen bei Albert Schultens und die theologischen Vorlesungen von Campegius Vitringa dem Älteren besucht. 1718 schloss er seine Studien in Franeker mit der Verteidigung der Abhandlung Dissertatio metaphysico-theologica de miraculis ab.
Nachdem er verschiedene theologische Persönlichkeiten besucht hatte, setzte er 1720 seine Studien an der Universität Leiden fort. 1721 wurde Alberti Pfarrer in dem nordholländischen Dorf Hoogwoud. Hier hatte er weitere Studien zur griechischen Sprache und den griechischen Schriftstellern fortgeführt und sich intensiver mit dem Neuen Testament auseinandergesetzt. Die Frucht seiner Forschungen erschien 1725 unter dem Titel Observationes philologicae in sacros Novi Foederis libros. Hierin untersuchte er Textpassagen des Neuen Testaments auf Parallelen zu Passagen der älteren griechischen Literatur. 1726 ging er als Pfarrer nach Krommenie und fand 1728 in Haarlem eine erneute Wirkungsstätte.
Während dieser Zeit hatte er sich einen großen Ruf erworben und wurde von den Kuratoren der Universität Leiden am 12. Juli 1740 zum Professor der Theologie berufen. Nachdem er am 27. September des Jahres in Leiden zum Doktor der Theologie promoviert wurde, übernahm er am 5. Oktober desselben Jahres mit der Rede De theologiae et critices connubio seinen Lehrstuhl. Während seiner freien Zeit im Pfarr- und Universitätsdienst widmete er sich der Herausgabe des Hesychius Lexikons, welches von David Ruhnken vollendet wurde. Es erschien in Leiden 1746 und 1766 unter dem Titel Heychii Lexicon cum notis doctorum virorum integris in zwei Bänden. Alberti beteiligte sich auch an den organisatorischen Aufgaben der Leidener Hochschule und war 1748/49 Rektor der Alma Mater, wozu er zur Niederlegung des Amtes die Rede pro Poesi theologis utili (Leiden 1749) hielt. Danach erkrankte er an Tuberkulose.
Der sich um die Erweiterung und Aufklärung der griechischen Literatur verdient gemachte Theologe hatte – aufgrund seiner toleranten Meinung zur Verbindung der philosophischen Wissenschaften mit den theologischen Wissenschaften – sich mancher Anfeindung aus dem niederländischen orthodoxen Lager zu stellen. 1753 wurde er Mitglied der holländischen Gesellschaft der Wissenschaften in Haarlem. Um den gesundheitlichen Leiden entgegenzuwirken, hatte er Kuren in Aachen und Spa besucht. Jedoch verschlimmerte sich zunehmend sein Gesundheitszustand, welcher zeitweise zu Lähmungserscheinungen führte. Dennoch hinderte es ihn nicht, seine Aufgaben als Lehrkörper und seine Forschungen zur nordischen Mythologie fortzuführen. 1762 erkrankte er an Scharlach und verstarb wenige Wochen später.
Alberti war zweimal verheiratet. Seine erste Ehe schloss er am 30. Juli 1721 in Leiden mit Katharina Lucia van Ravestein (* 12. April 1697; † 1735), der Tochter von Paul von Ravenstein und dessen Frau Catharina van de Kapelle. Seine zweite Ehe ging er 1736 mit Joanna Catharina de Graat (1711–1781) ein.

## Werke
- Observationes philologicae in S.N.T. libros. Leiden 1725
- Periculum criticum. Leiden 1727
- Observationum criticarum in Hesychium specimen. Bremen 1727
- Annotationum philolog. in N.T. ex Philone Judaeo coll. Specimen. Bremen 1727
- Glossarium graecum in S.N.F. libros. Leiden 1735
- Oratio inauguralis de theologiae et critices connubio. Leiden 1740
- Hesychii lexicon graecum. Leiden 1746, 1766, 2. Bde.
- Oratio pro poësi theologis utili. Leiden 1749